# James Andre
James "Jim" Andre – amerykański zapaśnik walczący w stylu klasycznym. Odpadł w eliminacjach mistrzostw świata w 1981 i 1983. Wicemistrz Igrzysk Panamerykańskich w 1983. Ósmy w Pucharze Świata w 1982 roku.